# 國頭

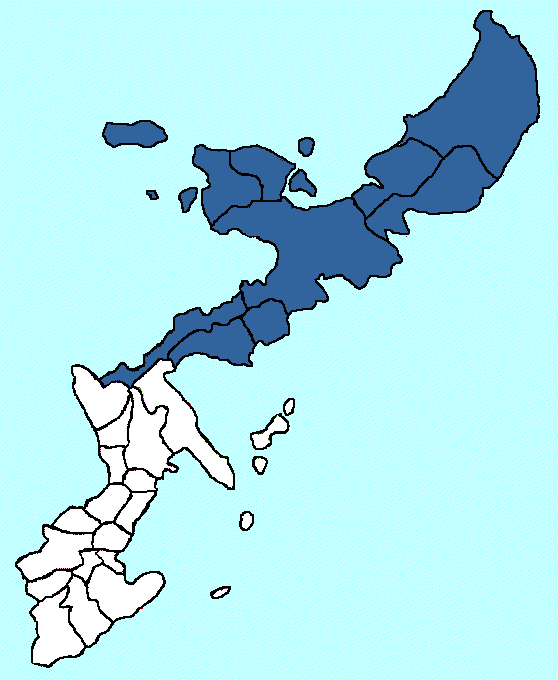
國頭。但伊平屋村、伊是名村在地圖外。

國頭（日语：／）指的是沖繩島（及其周邊島嶼）的東北地域，又稱國頭地方、國頭地區、國頭方、カミ。
沖繩島從東北到西南分為國頭、中頭、島尻三個部份，國頭為其一。中心都市為名護市。

## 歷史
在三山時代時，國頭為三山之一的北山王國的領地。
1673年，金武間切的一部份和讀谷山間切的一部份劃出設立恩納間切（今恩納村），恩納間切被歸入國頭之下。
1896年施行郡制，設立國頭郡。1970年，名護市自國頭郡脫離，至現在國頭郡和名護市並存。1972年，原屬國頭郡的伊是名村和伊平屋村被轉交給島尻郡管理。

## 市町村
- 名護市
- 國頭村
- 大宜味村
- 東村
- 今歸仁村
- 本部町
- 恩納村
- 宜野座村
- 金武町
- 伊江村（離島）
- 伊平屋村（離島，今屬島尻郡）
- 伊是名村（離島，今屬島尻郡）

## 參看
- 中頭
- 島尻
- 山原